# 中国マスターズ
中国マスターズ（China Masters）は、中華人民共和国で毎年開催されているバドミントンの国際大会。2007年よりBWFスーパーシリーズの一つとして開催されていたが、2014年より一つ下のカテゴリーであるグランプリゴールドの大会として開催されることになった。2018年にBWFワールドツアーが開始されるのに伴って、当大会もワールドツアーに組み込まれ、大会名は福州中国オープンと変更された。大会のグレードはSuper750である。

## 優勝選手
| 年   | 男子シングルス           | 女子シングルス | 男子ダブルス                                                        | 女子ダブルス                          | 混合ダブルス  |
| ---- | ------------------------ | -------------- | ------------------------------------------------------------------- | ------------------------------------- | ------------- |
| 2024 | アンダース・アントンセン | 安洗塋         | 真龍 徐承宰                                                         | 劉聖書 譚寧                           | 馮彥哲 黄東萍 |
| 2023 | 奈良岡功大               | 陳雨菲         | 梁偉鏗 王昶                                                         | 松山奈未 志田千陽                     | 鄭思維 黄雅瓊 |
| 2019 | 桃田賢斗                 | 陳雨菲         | マルクス・フェルナルディ・ギデオン ケビン・サンジャヤ・スカムルジョ | 福島由紀 廣田彩花                     | 王懿律 黄東萍 |
| 2018 | 桃田賢斗                 | 陳雨菲         | マルクス・フェルナルディ・ギデオン ケビン・サンジャヤ・スカムルジョ | 李昭希 申昇輩                         | 鄭思維 黄雅瓊 |
| 2017 | 田厚威                   | 大堀彩         | 陳宏麟 王齊麟                                                       | 包宜鑫 于小含                         | 王懿律 黄東萍 |
| 2016 | 林丹                     | 李雪芮         | 李龍大 柳延星                                                       | 駱贏 駱羽                             | 徐晨 馬晋     |
| 2015 | 王睜茗                   | 何冰嬌         | 李俊慧 劉雨辰                                                       | 湯金華 鍾倩欣                         | 劉成 包宜鑫   |
| 2014 | 林丹                     | 劉鑫           | 康駿 劉成                                                           | 駱贏 駱羽                             | 魯愷 黄雅瓊   |
| 2013 | 王睜茗                   | 劉鑫           | 高成炫 李龍大                                                       | 王暁理 于洋                           | 張楠 趙芸蕾   |
| 2012 | 諶龍                     | 王儀涵         | 柴颷 張楠                                                           | 包宜鑫 鍾倩欣                         | 徐晨 馬晋     |
| 2011 | 諶龍                     | 王適嫻         | 鄭在成 李龍大                                                       | 夏歓 湯金華                           | 徐晨 馬晋     |
| 2010 | 林丹                     | 汪鑫           | 傅海峰 蔡贇                                                         | 王暁理 于洋                           | 陶嘉明 田卿   |
| 2009 | 林丹                     | 王適嫻         | 郭振東 徐晨                                                         | 杜婧 于洋                             | 陶嘉明 王暁理 |
| 2008 | ソニー・ドゥイ・クンコロ | 周蜜           | マルキス・キド ヘンドラ・セティアワン                               | 成淑 趙芸蕾                           | 謝中博 張亜雯 |
| 2007 | 林丹                     | 謝杏芳         | 傅海峰 蔡贇                                                         | リリヤナ・ナトシール ヴィタ・マリッサ | 鄭波 高崚     |
| 2006 | 陳金                     | 王琳           | イエンス・エリクセン マーチン・ルンドガード・ハンセン               | 高崚 黄穂                             | 謝中博 張亜雯 |
| 2005 | 林丹                     | 張寧           | 謝中博 郭振東                                                       | 杜婧 于洋                             | 張軍 高崚     |